# Grzegorz Włodzimierz Wasilkowski
Grzegorz Włodzimierz Wasilkowski (* 20. April 1952 in Legnica, Polen) ist ein polnischer Informatiker und Hochschullehrer.

## Ausbildung und Beruf
Wasilkowski studierte an der Universität Warschau Informatik. Er schloss sein Studium 1977 mit dem Master ab. Von 1978 bis 1979 war er Gastforscher an der Carnegie Mellon University. 1980 promovierte er an der Universität Warschau bei Henryk Woźniakowski. Von 1980 bis 1982 hatte er eine Stelle als Assistant Professor ebenda.
Von 1982 bis 1987 arbeitete er an der Columbia University zunächst als Gastprofessor, dann als Assistant Professor und schließlich als Associate Professor. 1987 wechselte er an die University of Kentucky, zunächst als Associate Professor, ab 1990 als ordentlicher Professor für Informatik. Seit 2022 ist er emeritiert.

## Forschungsinteressen
Wasilkowski forscht auf dem Gebiet der Angewandten Mathematik und Informatik, insbesondere der Numerischen Mathematik, der Komplexitätstheorie und der Informationsbasierten Komplexität (Information-Based Complexity, IBC). Speziell beschäftigt er sich mit Näherungsverfahren zur Lösung von Problemen mit sehr vielen Variablen. Er entwickelte zusammen mit seiner Gruppe Verfahren, diese Probleme so zu reduzieren, dass sie mit akzeptablem Rechneraufwand gelöst werden können.

## Mitgliedschaften, Ämter, Engagement
Von 1993 bis 2006 war Wasilkowski Direktor des Postgradualen Studiums der Abteilung für Informatik an der Universität Kentucky. Wasilkowski ist leitender Mitarbeiter der Redaktion des Journals of Complexity. Er war von 2002 bis 2005 Mitglied des Rates der Foundations of Computational Mathematics. In den Jahren 1996 und 2000 war er Mitorganisator der Dagstuhl Seminare Algorithms and Complexity for Continuous Problems.

## Gastaufenthalte
Wasilkowski befand sich zu kürzeren und längeren Gastaufenthalten an mehreren Instituten verschiedener Länder, darunter
- 1978–1979: an der Abteilung für Informatik der Carnegie-Mellon Universität
- 1986: am Mathematical Sciences Research Institute der University of California, Berkeley
- 1995: an der Abteilung für Informatik der Columbia-Universität
- 2002: an der Abteilung für Mathematik der Hong Kong Baptist University[3]
- 2011: am Hausdorff Center for Mathematics der Rheinischen Friedrich-Wilhelms-Universität Bonn
- 2014: am Institute for Computational and Experimental Research in Mathematics der Brown University
- 1996, 1998, 2000, 2003, 2005, 2008, 2010, 2014, 2016: am Institut für angewandte Mathematik der Universität Warschau
- 2002, 2006, 2008, 2011, 2012, 2016: an der University of Sydney School of Mathematics and Statistics der University of New South Wales, Australien
- 2016: am Institut für Finanzmathematik und Angewandte Zahlentheorie der Technisch-Naturwissenschaftlichen Fakultät der JKU Linz[5]

## Preise, Anerkennung
Für seine Lehrtätigkeit auf dem Gebiet der Informatik wurde Wasilkowski 2014 und 2019 ausgezeichnet unter anderem mit dem Henry Mason Lutes Award. 1979, 1980, 1981, 1988 erhielt er Preise des polnischen Ministeriums für Wissenschaft und Hochschulbildung. Vom Journal of Complexity, Verlag Elsevier, erhielt er 2001 den Prize for Achievement in Information-Based Complexity und 2011 den Best Paper Award für seine Arbeit Tractability of infinite-dimensional integration in the worst case and randomized settings (zusammen mit Leszek Plaskota). Wasilkowski wurde in die Gesellschaft Omicron Delta Kappa aufgenommen.

## Familie
Wasilkowski ist der Sohn von Roman und Jadwiga Wasilkowski. Er ist verheiratet und hat zwei Söhne.

## Veröffentlichungen (Auswahl)
- Mit Stefan Heinrich, Sergei Pereverzev, Joseph F. Traub: Algorithms and Complexity for Continuous Problems, 2021, Schloss Dagstuhl-Leibniz-Zentrum für Informatik online
- Quasi-Monte Carlo and epsilon-truncation dimension in ANOVA spaces, 2021, Journal of Complexity, Band 62 online
- Mit Michael Gnewuch, Mario Hefter, Aicke Hinrichs, Klaus Ritter: Embeddings for infinite-dimensional integration and L2-approximation with increasing smoothness, 2019, Journal of Complexity, Band 54
- Tractability of approximation of -variate functions with bounded mixed partial derivatives, 2014, Journal of Complexity, Band 30 online
- Average case tractability of approximating infinite-variate functions, 2014, Math. Comp. 83 online
- On tractability of linear tensor product problems for infinite-variate classes of functions, 2013, Journal of Complexity, Band 29 online
- Liberating the dimension for L2-approximation, 2012, Journal of Complexity, Band 28 online
- Mit Leszek Plaskota: Tractability of infinite-dimensional integration in the worst case and randomized settings, 2011, Journal of Complexity, Band 27 online
- Mit I Sloan, Frances Kuo, Henryk Woźniakowski: On decompositions of multivariate functions, 2010, Mathematics of computation, Band 79 online
- On polynomial-time property for a class of randomized quadratures, 2004, Journal of Complexity, Band 20 online
- Mit Stefan Heinrich, Erich Novak, Henryk Woźniakowski: The inverse of the star-discrepancy depends linearly on the dimension, 2000, ACTA ARITHMETICA-WARSZAWA, Band 96 (uni-kl.de PDF).
- Average Case Complexity of Multivariate Integration and Function Approximation: An Overview, 1996, Journal of Complexity, Band 12 online
- Integration and approximation of multivariate functions: average case complexity with isotropic Wiener measure, 1993, Bull. Amer. Math. Soc. (N.S.) 28 online
- Mit Joseph F. Traub und Henryk Woźniakowski: Information-Based Complexity, Academic Press; First Edition, 1988, ISBN 978-0-12-697545-1
- Average case optimality, 1985, Journal of Complexity, Band 1 online
- Mit Bolesław Zygmunt Kacewicz: How powerful is continuous nonlinear information for linear problems?, 1986, Journal of Complexity, Vol. 2 online
- Any iteration for polynomial equations using linear information has infinite complexity, 1983, Theoretical Computer Science, Volume 22 online
- Mit Joseph Traub und Henryk Woźniakowski: Information, Uncertainty, Complexity, Longman Higher Education, 1982, ISBN 978-0-201-07890-9
- n-Evaluation Conjecture for Multipoint Iterations for the Solution of Scalar Nonlinear Equations, 1981, Journal of the ACM, Volume 28 online
- Can Any Stationary Iteration Using Linear Information Be Globally Convergent?, 1980, Journal of the ACM, Volume 27 online

## Online-Vorträge
- Grzegorz Wasilkowski, University of Kentucky, Tuesday, September 29, 2015, On efficient truncation for integration of multivariate functions from weighted anchored and ANOVA spaces